# Stora Halskölstjärnen
Stora Halskölstjärnen är en sjö i Mora kommun i Dalarna och ingår i Dalälvens huvudavrinningsområde.